# Sigge Fürst
Karl Sigurd Tore "Sigge" Fürst, født 3. november 1905 i Stockholm, død 11. juni 1984 i Danderyd, var en svensk skuespiller, sanger, entertainer og radio- og TV-vært.

## Biografi
Efter eksamen i 1925 og politiskolen i Stockholm 1925–1927 arbejdede Sigge Fürst som politibetjent i Stockholm 1927–1930 og spillede senere politi i flere film. Han var den eneste skuespiller, der optrådte i alle tre film om Kalle Blomkvist fra 1940'erne og 1950'erne, hvor han spillede konstabel Björk.
Fürst startede i 1930 på Oscarsteatern i Stockholm, som derefter blev drevet af parret John og Pauline Brunius sammen med Gösta Ekman. I løbet af 1930'erne udførte Fürst en revy på Folkets hus-teater i Stockholm. Han turnerede i nationalparkerne fra midten af 1930'erne og fremover i mere end 30 år. Han var en meget værdsat sanger og udgav en lang liste med grammofonplader, herunder "Samling Vid Pumpen", "Mopedpolska", "Stadsbudviseran" og "Vi Har Skjutit En Gök".
Sigge Fürst var vært for det meget værdsatte radioprogram Frukostklubben gennem hele programmets udsendelsesperiode (1946–1949 og 1955–1978). Han optrådte i mange film og tv-programmer, såsom Sigges Circus 1956–1959, men var primært scenekunstner.
Fra 1940'erne var Fürst ansat på flere af Stockholms private teatre - i lang tid på Intima-teatret, hvor han deltog i en af Sveriges mest langvarige, Thehuset Augustimånen, med over 500 forestillinger. Han havde en af hovedrollerne i Tolv Edsvurna Män.
Fürst blev ansat i Dramaten i begyndelsen af 1960'erne af Ingmar Bergman. Der spillede han forskellige karakterroller, herunder Puntila i Bertolt Brechts stykke Puntila Och Hans Dräng Matti mod Thommy Berggren. Nogle gange var han på orlov fra Dramaten og vendte tilbage til Oscarsteatern, hvor han spillede mod Jarl Kulle i My Fair Lady og Hur Man Lyckas I Affärer Utan Att Egentligen Anstränga Sig. I 1979 spillede han den gamle millionær, Daddy Warbucks, mod blandt andre Pernilla Wahlgren i musicalen Annie på Folkan.
Sigge Fürst var på scenen som Bamsefar i Klas Klättermus et par måneder før sin død i 1984. Han døde af lungekræft. Fürst er begravet på Danderyds kirkegård.